# Айра (буква)
Айра, эйра, ਅ (в.-пандж. ਐੜਾ) — вторая буква алфавита гурмукхи. Находясь в начале слова, в комбинации с огласовками, может обозначать четыре разных гласных звука: ਅ, ਆ, ਐ, ਔ.
- Айра без огласовки, ਅ — а мукта, краткий «а».
- Айра канна, ਆ — долгий «а».
- Айра дулаван, ਐ — эи (ай).
- Айра канаора, ਔ — ао.

- Айра хатсэликна (рукописная)